# Liste der spanischen Gouverneure von Yucatán
Dies ist eine Liste der Gouverneure und Generalkapitäne, die im Vizekönigreich Neuspanien über Yucatán regiert haben.
Das Generalkapitanat Yucatán umfasste ab 1617 die Gebiete der heutigen mexikanischen Bundesstaaten Yucatán, Campeche, Quintana Roo, Tabasco sowie das heutige Belize. Mit den bourbonischen Reformen wurde die Provinzverwaltung 1786 in eine Intendencia überführt.

## Conquista
| Name                                     | Amtszeit  | Anmerkungen                       |
| Francisco de Montejo (erste Amtszeit)    | 1526–1540 | als Adelantado                    |
| Francisco de Montejo y León              | 1540–1546 | "El Mozo" genannt, als Adelantado |
| Francisco de Montejo (zweite Amtszeit)   | 1546–1549 |                                   |
| Blas Costa                               | 1549      | Oidor                             |
| Francisco Herrera (Oidor)                | 1549–1550 | Oidor                             |
| Diego de Santillán                       | 1550      | Oidor                             |
| Gaspar Suárez de Ávila (erste Amtszeit)  | 1550–1552 | als Alcalde Mayor                 |
| Tomás López Medel                        | 1552–1553 | als Alcalde Mayor                 |
| Gaspar Suárez de Ávila (zweite Amtszeit) | 1553–1554 |                                   |
| Francisco Tamayo Pacheco                 | 1554      | als Alcalde Mayor                 |
| Álvaro de Carvajal                       | 1554–1555 | als Alcalde Mayor                 |
| Alonso Ortiz de Argueta                  | 1555–1558 | als Alcalde Mayor                 |
| Juan de Paredes                          | 1558–1560 | als Alcalde Mayor                 |
| Godofredo de Loaiza                      | 1560      | als Alcalde Mayor                 |
| Diego de Quijada                         | 1560–1565 |                                   |

## Gouverneure vor Gründung des Generalkapitanats
| Name                                             | Amtszeit  | Anmerkungen    |
| Luis de Cesped y Oviedo                          | 1565–1571 |                |
| Diego de Santillán y Pineda                      | 1571–1573 |                |
| Francisco de Velásquez Gijón                     | 1573–1577 |                |
| Guillén de las Casas                             | 1577–1582 |                |
| Francisco de Solís Osorio (erste Amtszeit)       | 1582–1583 |                |
| Diego García de Palacios                         | 1583–1584 |                |
| Francisco de Solís Osorio (zweite Amtszeit)      | 1584–1586 |                |
| Antonio de Vozmediano                            | 1586–1593 |                |
| Alonso Ordóñez de Nevares                        | 1593–1595 |                |
| Pablo Higueras de la Cerda                       | 1595–1596 | interimistisch |
| Carlos de Sámano y Quiñónes                      | 1596–1597 |                |
| Diego Fernández de Velasco y Enríquez de Almansa | 1597–1604 |                |
| Carlos de Luna y Arellano                        | 1604–1612 |                |
| Antonio de Figueroa y Bravo                      | 1612–1617 |                |

## Gouverneure und Generalkapitäne
| Name                                                        | Amtszeit  | Anmerkungen                              |
| Francisco Ramírez Briceño                                   | 1617–1619 |                                          |
| Bernardo de Sosa Velázquez und Juan Bote                    | 1619–1620 | vertretungsweise als Alcaldes von Mérida |
| Miguel de Argáiz und Diego de Solís Osorio                  | 1620      | vertretungsweise als Alcaldes von Mérida |
| Arias de Losada y Taboada                                   | 1620–1621 | interimistisch                           |
| Diego de Cárdenas y Balda                                   | 1621–1628 |                                          |
| Juan José de Vargas Machuca                                 | 1628–1630 |                                          |
| Íñigo de Argüello y Carvajal                                | 1630–1631 | Oidor der Real Audiencia von Mexico      |
| Juan de Salazar Montejo und Antonio Méndez Cancio           | 1631      | vertretungsweise als Alcaldes von Mérida |
| Fernando Centeño Maldonaldo (erste Amtszeit)                | 1631–1632 | interimistisch                           |
| Jerónimo de Quedo y Jiménez                                 | 1632–1635 |                                          |
| Alfonso Carrio Valdez und Alonso de Magaña                  | 1635      | vertretungsweise als Alcaldes von Mérida |
| Fernando Centeño Maldonaldo (zweite Amtszeit)               | 1635–1636 | interimistisch                           |
| Andrés Pérez Franco                                         | 1636      | interimistisch                           |
| Diego Zapata de Cárdenas, Marqués de Santo Floro            | 1636–1643 |                                          |
| Francisco Núñez Melián                                      | 1643–1644 |                                          |
| Enrique de Ávila Pacheco (erste Amtszeit)                   | 1644–1645 | interimistisch                           |
| Esteban de Azcárraga y Veytias                              | 1645–1648 |                                          |
| Enrique de Ávila Pacheco (zweite Amtszeit)                  | 1648–1650 |                                          |
| García Valdés de Osorio Doriga                              | 1650–1652 |                                          |
| Martín Robles y Villafaña                                   | 1652–1653 | interimistisch                           |
| Pedro Sáenz Izquierdo                                       | 1653–1655 | interimistisch                           |
| Francisco de Bazán                                          | 1655–1660 |                                          |
| José Campero de Sorredevilla                                | 1660–1662 |                                          |
| Juan Francisco Esquivel y de la Rosa (erste Amtszeit)       | 1663–1664 | interimistisch                           |
| Rodrigo de Flores y Aldana (erste Amtszeit)                 | 1664      |                                          |
| Juan Francisco Esquivel y de la Rosa (zweite Amtszeit)      | 1664–1667 | interimistisch                           |
| Rodrigo de Flores y Aldana (zweite Amtszeit)                | 1667–1669 |                                          |
| Frutos Delgado                                              | 1669–1670 | interimistisch                           |
| Fernando Francisco de Escobedo                              | 1670–1672 |                                          |
| Miguel Franco Cordóñez de Soto                              | 1672–1674 |                                          |
| Sancho Fernández de Angulo y Sandoval                       | 1674–1677 |                                          |
| Antonio de Layseca y Alvarado de la Ronda (erste Amtszeit)  | 1677–1679 |                                          |
| Juan de Aréchiga                                            | 1679–1680 | interimistisch                           |
| Antonio de Layseca y Alvarado de la Ronda (zweite Amtszeit) | 1680–1683 |                                          |
| Juan Bruno Téllez de Guzmán                                 | 1683–1688 |                                          |
| Juan José de la Bárcena                                     | 1688–1693 |                                          |
| Roque Soberanis y Centeño                                   | 1693–1699 |                                          |
| Martín de Ursúa y Arizmendi (erste Amtszeit)                | 1699–1703 |                                          |
| Álvaro de Rivaguda Enciso y Luyando                         | 1703–1706 | interimistisch                           |
| Martín de Ursúa y Arizmendi (zweite Amtszeit)               | 1706–1708 |                                          |
| Fernando de Meneses y Bravo de Saravia                      | 1708–1712 |                                          |
| Alonso de Meneses y Bravo de Saravia                        | 1712–1715 |                                          |
| Juan José de Vértiz y Hontanón                              | 1715–1720 |                                          |
| Antonio Cortaire y Terreros                                 | 1720–1725 |                                          |
| Antonio de Figueroa y Silva                                 | 1725–1733 |                                          |
| Alonso Salazar                                              | 1733      | interimistisch                           |
| Juan Fernández de Sabariego                                 | 1733–1734 |                                          |
| Bernabé Solis und Pedro de Zapata y Aguallo                 | 1734      | vertretungsweise als Alcaldes von Mérida |
| Santiago de Aguirre Negro y Estrada                         | 1734–1736 | interimistisch                           |
| Manuel Salcedo y Sierra Alta                                | 1736–1743 |                                          |
| Antonio Benavides Bazán y Molina                            | 1743–1750 |                                          |
| Juan Manuel José de Clou, Marqués de Iscar                  | 1750–1752 |                                          |
| Melchor de Navarrete                                        | 1752–1758 |                                          |
| Alonso Fernández de Heredia                                 | 1758–1761 |                                          |
| José Crespo y Honorato                                      | 1761–1762 |                                          |
| Juan Antonio Ayanz de Ureta                                 | 1762–1763 | interimistisch                           |
| José Álvarez (erste Amtszeit)                               | 1763      | interimistisch                           |
| Felipe Ramírez de Estenoz                                   | 1763–1764 |                                          |
| José Álvarez (zweite Amtszeit)                              | 1764–1765 |                                          |
| Cristóbal de Zayas Guzmán                                   | 1765–1771 |                                          |
| Antonio de Oliver                                           | 1771–1777 |                                          |
| Hugo O’Conor Cunco y Fali                                   | 1777–1779 |                                          |
| Alonso Manuel de Peón Valdés (erste Amtszeit)               | 1779      |                                          |
| Roberto Rivas Betancourt                                    | 1779–1783 | interimistisch                           |
| José Merino y Ceballos                                      | 1783–1789 |                                          |

## Intendanten
| Name                                                               | Amtszeit  | Anmerkungen    |
| Lucas de Gálvez                                                    | 1789–1792 |                |
| Alonso Manuel de Peón Valdés (zweite Amtszeit)                     | 1792      | interimistisch |
| José Sabido de Vargas                                              | 1792–1793 | interimistisch |
| Arturo O’Neil de Tyrone O’Kelly                                    | 1793–1800 |                |
| Benito Pérez Brito                                                 | 1800–1811 |                |
| Justo Serrano                                                      | 1811–1812 | interimistisch |
| Miguel Castro y Araoz (erste Amtszeit)                             | 1812      | interimistisch |
| Manuel Artazo y Torredemer                                         | 1812–1815 |                |
| Miguel Castro y Araoz (zweite Amtszeit)                            | 1815–1820 |                |
| Mariano Carrillo y Abornoz, Juan Rivas Vertíz und Pedro Torecillas | 1820      |                |
| Juan María Echeverría Manrique de Lara                             | 1821      |                |

Mit der mexikanischen Unabhängigkeit wurde Yucatán zum Bundesstaat im Kaiserreich Mexiko (1821–1823).